# Bob Miller (Politiker, 1945)

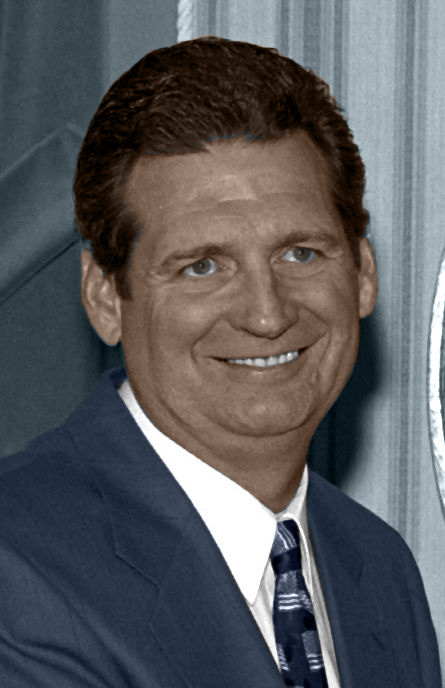
Robert Joseph Miller

Robert Joseph „Bob“ Miller (* 30. März 1945 in Chicago, Illinois) ist ein US-amerikanischer Politiker der Demokratischen Partei und war von 1989 bis 1999 Gouverneur des Bundesstaats Nevada.

## Leben
Millers Familie zog 1955 von Chicago nach Las Vegas, Nevada und er besuchte die dortige Bishop Gorman High School, die er 1963 abschloss. Anschließend studierte er Politikwissenschaft an der Santa Clara University und erwarb 1967 den Abschluss B.A. 1971 wurde ihm von der Loyola Law School der Loyola Marymount University in Los Angeles der akademische Grad eines Juris Doctor verliehen. 
Von 1967 bis 1973 diente Miller zunächst in der U.S. Army Reserve und später in der U.S. Air Force Reserve. Zugleich war er von 1971 bis 1973 stellvertretender Distriktsstaatsanwalt des Clark County. Anschließend war er bis 1973 Leiter der Rechtsabteilung des Las Vegas Metropolitan Police Department. Von 1975 bis 1978 war er in Las Vegas Friedensrichter. 1979 wurde Miller zum Staatsanwalt des Clark County gewählt. Er gewann die Wiederwahl 1982 und war damit der erste Staatsanwalt des Clark County, der wiedergewählt wurde. 1986 schied er aus diesem Amt aus und wurde im darauffolgenden Jahr zum Vizegouverneur von Nevada gewählt. Diese Position hatte er bis 1989 inne, als er zum Gouverneur von Nevada gewählt wurde. Miller übte den Gouverneursposten bis 1999 aus. Er ist bis heute derjenige Gouverneur Nevadas, der am längsten im Amt war. Bis zur Wahl von Steve Sisolak im Jahr 2018 war er der letzte demokratische Gouverneur des Bundesstaats.
Nach seinem Ausscheiden als Gouverneur war er bis 2005 als Rechtsanwalt in Las Vegas tätig. 
Miller ist verheiratet und hat drei Kinder. Er lebt zurzeit in Henderson, Nevada.

## Auszeichnungen
Miller hat viele Auszeichnungen erhalten, darunter den Build Block Award der National Governors’ Association für Fortschritte im Bildungsbereich, den Breaking the Glass Ceiling-Preis für Frauen in der Landesregierung und den Excalibur Award der American Cancer Society.